# Perruche écarlate
Prosopeia splendens
Espèce
Statut de conservation UICN

 NT C2a(ii) : Quasi menacé
Statut CITES
La Perruche écarlate (Prosopeia splendens) est une espèce d'oiseaux appartenant à la famille des Psittaculidae.

## Description
Cet oiseau mesure environ 45 cm. La tête, la poitrine et l'abdomen sont pourpres. La nuque présente une bande bleue. Les ailes et la queue sont vertes.

## Habitat
Cet oiseau peuple les mangroves et les forêts de collines.

## Répartition
Cet oiseau est endémique des Fidji (archipel de Kadavu).

## Alimentation
La perruche écarlate se nourrit de fruits (papayes, mangues et bananes) et de baies.

## Conservation
Cette espèce est désormais très rare du fait de la destruction de son habitat.

## Sources
- Forshaw J.M. (2006), Parrots of the World. An identification guide, Princeton University Press, Princeton, Oxford, 172 p.
- Mario D. & Conzo G. (2004), Le grand livre des perroquets, de Vecchi, Paris, 287 p.